# Tender Prey
Det femte studioalbumet av Nick Cave & The Bad Seeds. Släpptes 1988.

## Låtlista
1. The Mercy Seat
2. Up Jumped the Devil
3. Deanna
4. Watching Alice
5. Mercy
6. City of Refuge
7. Slowly Goes the Night
8. Sunday's Slave
9. Sugar Sugar Sugar
10. New Morning

## Medverkande artister
- Nick Cave (sång, munspel, piano, hammondorgel, vibrafon, tamburin, låtskrivande)

The Bad Seeds:
- Mick Harvey (akustisk gitarr, elgitarr, piano, orgel, xylofon, basgitarr, trummor, slagverk, programmering, bakgrundssång, låtskrivande)
- Blixa Bargeld (gitarr, bakgrundssång, låtskrivande)
- Roland Wolf (gitarr, piano, orgel, låtskrivande)
- Kid Congo Powers (gitarr, bakgrundssång, låtskrivande)
- Thomas Wydler (trummor, låtskrivande)

Övriga:
- Hugo Race (gitarr, bakgrundssång)
- Gini Ball (stränginstrument)
- Audrey Riley (stränginstrument)
- Chris Tombling (stränginstrument)
- Ian Davis (bakgrundssång)

## B-sidor & covers
New Morning har spelats in av andra artister.
- Johnny Cash har spelat in en egen version av The Mercy Seat. Flera andra artister har också gjort covers av denna låt. Cristoph Dreher gjorde videon.
- Mick Harvey gjorde videon till Deanna.
- Deanna, City of Refuge samt The Mercy Seat finns i akustiska versioner på B-sides & Rarities. I filmen Dandy spelar Nick City of Refuge i akustisk version.

## Kuriosa
- City of Refuge är löst baserad på en låt av Blind Willie Johnson.
- Mercy handlar om Johannes Döparen.
- Watching Alice sägs vara baserad på en bok av Patrica Roberts. Boken heter Tender Prey.
- New Morning släpptes först under namnet New Day - möjligen en passning till Bob Dylans album med samma namn. Textraden There'll be no sadness, no sorrow är eventuellt lånat från låten Peace in the Valley som är skriven av Thomas A. Dorsey. Nick själv säger att låten sprungit ur Amazing Grace.
- Deanna lånar element från Happy Day.
- Nick säger "I loved it" om Johnny Cash cover av The Mercy Seat. Peter Kaboth har spelat in en animerad film med låten som musik och vunnit flera utmärkelser för filmen. Sen 1988 har låten spelats vid alla NC&TBS konserter.